# Vittorio Agnoletto

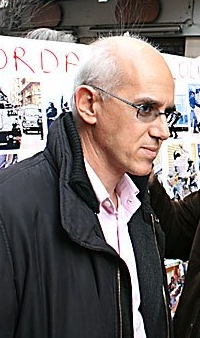
Vittorio Agnoletto (2008)

Vittorio Agnoletto (* 6. März 1958 in Mailand) ist ein italienischer Politiker der  Partito della Rifondazione Comunista und ehemaliger Abgeordneter im Europäischen Parlament.
2001 war Agnoletto Sprecher des Sozialforums in Genua.
Er gehörte dem Europäischen Parlament in der 6. Wahlperiode von 2004 bis 2009 an. Dort war er mit seiner Partei ein Teil der Konföderalen Fraktion der Vereinigten Europäischen Linken/Nordische Grüne Linke und saß für diese im Ausschuss für auswärtige Angelegenheiten und im Unterausschuss Menschenrechte an. Zudem war er Mitglied in der Delegation in der Paritätischen Parlamentarischen Versammlung AKP-EU.
Agnoletto veröffentlichte 2011 mit dem Journalisten Lorenzo Guadagnucci später das Buch L'eclisse della democrazia („Die Sonnenfinsternis der Demokratie“). Das Buch ist eine detaillierte Aufarbeitung der Proteste und der Polizeirepression während des G8 Gipfels in Genua 2001.